# حندقوق هندي

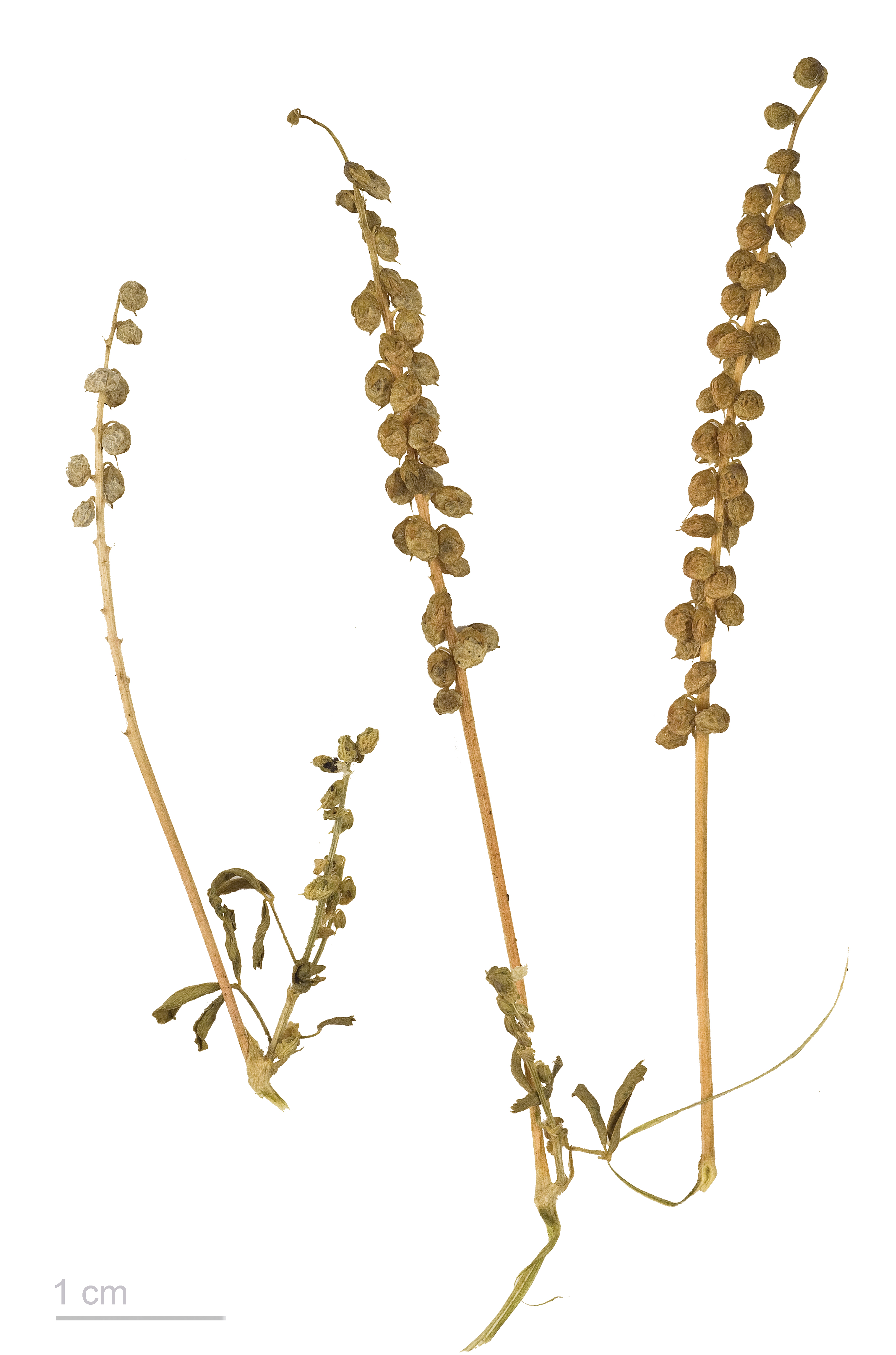
Melilotus indicus

الحندوق أو الحندقوق الهندي أو الحندقوق الأزرق أو الحندقوق البستاني أو كَرْكَمان أو حندَقُوقَي مر أو رَقْرَاق أو عُشب الملك أو رِيام  أو تيفال نوع نباتي ينتمي لجنس الحندقوق من الفصيلة البقولية واسمه (باللاتينية: Melilotus indicus). هو أحد محاصيل الأعلاف.

## البيئة والانتشار
موطنه بلاد الشام ومصر والمغرب العربي وكل مناطق حوض البحر الأبيض المتوسط تقريباً.

## مرادفات للاسم العلمي
- (باللاتينية: Trifolium indicum)